# Pandž (reka)
Pandž, tradicionalno znana kot reka Očus, je reka v Afganistanu in Tadžikistanu ter pritok Amu Darje. Reka je dolga 921 kilometrov, njeno porečje pa meri 114.000 kvadratnih kilometrov. Tvori precejšen del meje med Afganistanom in Tadžikistanom.
Reka nastane ob sotočju reke Pamir in reke Vakhan blizu vasi Kala-je Pandža (Kalʽeh-je Pandžeh). Od tam teče proti zahodu in označuje del meje med Afganistanom in Tadžikistanom. Po prehodu mimo mesta Khorog, glavnega mesta avtonomne regije Gorno-Badahšan v Tadžikistanu, prejme vodo iz enega svojih glavnih pritokov, reke Bartang. Nato se obrne proti jugozahodu, preden se združi z reko Vakhš in oblikuje največjo reko Srednje Azije, Amu Darjo. Pandž je igrala pomembno vlogo v času Sovjetske zveze in je bila strateška reka med sovjetskimi vojaškimi operacijami v Afganistanu v 1980-ih.

## Poraba vode
Vodna pogodba med Sovjetsko zvezo in Afganistanom, podpisana leta 1946, dovoljuje Afganistanu črpanje 9 milijonov kubičnih metrov vode na leto iz Pandža. Trenutno črpa 2 milijona kubičnih metrov vode. Glede na projekt porečja reke Pandž bi lahko pričakovali okoljsko škodo, če bi Afganistan črpal celotno količino dodeljene vode iz reke v skladu s pogodbo.

## Mostovi
- Afganistansko-Tadžikistanski most: cestni most je bil zgrajen čez reko med Tadžikistanom in Afganistanom pri Nižnii Pandž. Pogodba je bila podeljena maja 2005, gradnja mostu pa se je začela januarja 2006 in je bila končana avgusta 2007. Financiranje so zagotovile ZDA v višini 37 milijonov ameriških dolarjev, gradnjo pa je izvedlo italijansko splošno gradbeno podjetje Rizzani de Eccher S.p.A. v lasti Inženirskega korpusa ameriške vojske. Most je nadomestil barko, ki je lahko prepeljala le 60 avtomobilov na dan in ki je bila več mesecev v letu neuporabna zaradi močnih tokov reke. RAWA poroča,[4] da to olajša trgovino s heroinom, ki je ključ do gospodarskega čudeža v Afganistanu.
- Drugi most je bil zgrajen ob sotočju z reko Gunt pri Khorogu leta 2003.
- V Langarju obstaja most, ki je morda še zaprt.

Razvojna mreža Aga Khan je bila vključena v projekt izgradnje niza treh mostov čez reko Pandž med Tadžikistanom in Afganistanom.
- Prvega od teh mostov, ki povezuje Tem na tadžikistanski strani z Demoganom na afganistanski strani, so novembra 2002 slovesno odprli tadžikistanski predsednik Emomali Rahmonov, afganistanski podpredsednik Hedayat Amin Arsala in njegova visokost Aga Khan.[6]
- Temu je julija 2004 sledila slovesna otvoritev tadžiško-afganistanskega mostu prijateljstva v Darvazu[7]
- Most Iškašim med Iškašimom v Afganistanu in Iškašimom v Tadžikistanu je bil slovesno odprt oktobra 2006.[8][9]